# NGC 7723
NGC 7723 is een balkspiraalstelsel in het sterrenbeeld Waterman. Het hemelobject werd op 27 november 1785 ontdekt door de Duits-Britse astronoom William Herschel.

## Synoniemen
- MCG -2-60-5
- IRAS 23363-1314
- PGC 72009